# Селифоново (Смоленская область)
Селифоново — деревня в Смоленском районе Смоленской области России. Входит в состав Козинского сельского поселения. Население — 46 жителей (2010 год). 
Расположена в западной части области в 6 км к юго-востоку от Смоленска, в 4 км восточнее автодороги А141 Орёл — Витебск. В 4 км юго-восточнее деревни расположена железнодорожная станция Тычинино на линии Смоленск — Рославль. 

## История
В годы Великой Отечественной войны деревня была оккупирована гитлеровскими войсками в июле 1941 года, освобождена в сентябре 1943 года. 